# Гусинне (Холмський повіт)
Гусинне (або Гусиня, Гусівне, пол. Husynne) — село в Польщі, у гміні Дорогуськ Холмського повіту Люблінського воєводства. Населення — 281 особа (2011).

## Історія
1543 року вперше згадується православна церква в селі.
За даними етнографічної експедиції 1869—1870 років під керівництвом Павла Чубинського, у селі здебільшого проживали українськомовні греко-католики, меншою мірою — польськомовні римо-католики.
1872 року місцева греко-католицька парафія налічувала 552 віряни. У 1870—1880 роках в Гусинному побудовано муровану капличку (сьогодні використовується як римо-католицька). 1905 року в селі зведено православну церкву.
У 1921 році село входило до складу гміни Турка Холмського повіту Люблінського воєводства Польської Республіки.
За переписом населення Польщі 10 вересня 1921 року в селі налічувалося 61 будинок та 439 мешканців, з них:
- 209 чоловіків та 230 жінок;
- 346 православних, 37 римо-католиків, 56 юдеїв;
- 275 українців, 110 поляків, 54 євреї.

У липні-серпні 1938 року польська влада в рамках великої акції руйнування українських храмів на Холмщині і Підляшші знищила місцеву православну церкву.
У 1943 році в селі проживало 674 українці та 118 поляків.
У 1975—1998 роках село належало до Холмського воєводства.

## Населення
Демографічна структура станом на 31 березня 2011 року:
|          | Загалом | Допрацездатний вік | Працездатний вік | Постпрацездатний вік |
| -------- | ------- | ------------------ | ---------------- | -------------------- |
| Чоловіки | 147     | 27                 | 105              | 15                   |
| Жінки    | 134     | 25                 | 67               | 42                   |
| Разом    | 281     | 52                 | 172              | 57                   |

## Особистості

### Народилися
- Сильвестр Магура (1897—1938) — український археолог, музеєзнавець, пам'яткоохоронець.